# Arctostaphylos tomentosa
Arctostaphylos tomentosa es una especie de manzanita de la familia Ericaceae conocida por el nombre común de "woollyleaf manzanita" o "woolley manzanita" (manzanita de hojas lanosas). Este arbusto es endémico de California.
Es un residente de los cañones del chaparral, de las colinas y de las montañas de menor elevación. Un hábitat especializado en el que se encuentra A. tomentosa son los bosques de cipreses de Monterey en Point Lobos y Del Monte Forest en el condado de Monterey, California.

## Descripción
Es una manzanita baja que se extiende, generalmente un poco más ancha que alta. Es una especie variable e incluso algunas de las subespecies pueden variar en apariencia entre individuos. Los tallos pueden ser rojos o grises o ambos, con corteza lisa, áspera o desmenuzada, sin pelo o bastante erizados. Las hojas pueden ser ovaladas o en forma de lanza y a veces dentadas, pero la superficie superior es generalmente más oscura y brillante que la inferior.
Las flores son de color blanco a rosado y pueden ser peludas o sin pelo por dentro. Los frutos son drupas peludas y rojizas de menos de un centímetro de diámetro.

## Subespecies
Hay muchas subespecies:
- A. tomentosa subsp. bracteosa - subespecie poco común de la vecindad de Monterey

- A. tomentosa subsp. crinita - del sur del Área de la Bahía de San Francisco
- A. tomentosa subsp. crustacea - (manzanita sorda quebradiza), muy extendida
- A. tomentosa subsp. daciticola - (dacite manzanita), del Condado de San Luis Obispo.
- A. tomentosa subsp. eastwoodiana - del condado de Santa Bárbara
- A. tomentosa subsp. hebeclada - del suroeste de las montañas de Santa Cruz.
- A. tomentosa subsp. insulicola - (manzanita amante de la isla), esparcida en las Islas Anglonormandas
- A. tomentosa subsp. rosei - (rosy manzanita), de las costas central y septentrional
- A. tomentosa subsp. subcordata - (manzanita de la isla Santa Cruz), restringido a las islas Anglonormandas
- A. tomentosa subsp. tomentosa - se encuentra a lo largo de la Costa Central.